# Caesonia (cràter)
Caesonia és un cràter amb coordenades planetocèntriques de 42.91 ° de latitud nord i 263.07 ° de longitud est, sobre la superfície de l'asteroide del cinturó principal (4) Vesta. Fa 104.23 km de diàmetre. El nom fa referència a Atia Balba Caesonia una noble romana, i va ser adoptat com a oficial per la UAI el 5 de febrer de 2014.